# خلل التنسج المهبلي
خلل التنسج المهبلي هو ورم محتمل الخباثة في النسيج الطلائي للمهبل.
وهو نادر الحدوث، وغالباص يكون بلا أعراض. يتم تشخيصه عن طريق لطاخة بابا نيكولا.
يمر بثلاث مراحل كخلل التنسج العنقي. و 80% من الحالات مصحوبة بعدوى فيروس الورم الحليمي البشري، ووجد أن اللقاح المضاد للفيروس قبل الاتصال الجنسي الأولي يقلل احتمالية الإصابة.